# Alexandre Dovjenko
Alexandre Petrovytch Dovjenko (en ukrainien : Олександр Петрович Довженко, en russe : Алекса́ндр Петро́вич Довже́нко) (Viounychtche, district de Sosnytsia, Gouvernement de Tchernigov, Empire russe, 10 septembre 1894 - Moscou, Union soviétique, 25 novembre 1956) est un cinéaste ukrainien soviétique. Ses films les plus connus sont Arsenal et La Terre, qui forment avec Zvenigora (1928) sa « trilogie ukrainienne ». C'est à ce titre que certains historiens le considèrent comme un des fondateurs du cinéma ukrainien. L'Ukraine a inspiré nombre de ses films.

## Biographie
Fils de Petro Semenovytch Dovjenko et d'Odarka Ermolaivna Dovjenko, Alexandre est né dans le Nord de l'Ukraine près de Tchernigov (aujourd'hui Tchernihiv).
Le futur réalisateur est issu d'une famille de paysans ukrainiens, de cosaques venant de la province voisine de Poltava qui émigrèrent à Sosnytsia au XVIIIe siècle. Septième d'une fratrie de quatorze, Alexandre en devient l'aîné à la suite d'une succession de décès. Des autres enfants, seulement sa sœur Pauline et son frère Trifon parviennent à l'âge adulte.
Pour assurer les études du fils, le père d'Alexandre vend une des sept dessiatines de ses terres. La scolarité d'Alexandre se déroule à l'école de Sosnytsia.
En 1911, il intègre l'université pédagogique de Hloukhiv dans l'oblast de Soumy. Il y découvre la littérature ukrainienne.
Diplômé en 1914, Dovjenko devient enseignant à l'école primaire de l'oblast de Jytomyr où il enseigne aussi bien les sciences naturelles que la gymnastique et le dessin. À côté de ses activités pédagogiques qu'il assure pendant quatre ans, il travaille comme caricaturiste dans la presse centrale de l'Ukraine soviétique. À cette époque il se sent proche du mouvement national ukrainien. En 1917, il s'installe à Kiev où parallèlement à son travail d'enseignant il étudie à l'université économique nationale (depuis 2005, l'université économique nationale Vadym Hetman (uk)).
Lors de la guerre civile russe il sert dans le bataillon des haïdamaks de l'Armée de la République populaire ukrainienne.
Dovjenko débute dans la cinématographie en 1925 comme auteur de scénarios et se met à la réalisation de films à l'âge de 32 ans. Il fut le mentor de la jeune réalisatrice ukrainienne Larissa Chepitko.
En février 1935, Joseph Staline en lui remettant un ordre de Lénine, lui suggère de créer un film mettant en scène un Tchapaïev ukrainien en évoquant le nom de Nikolaï Chtchors, un militaire de la guerre civile russe alors pratiquement oublié. Après avoir soumis plusieurs versions de scénario à la direction générale du cinéma et au Politburo, et avoir pris d'autres conseils auprès de Staline, il réalise son film en 1939, avec Evgueni Samoïlov dans le rôle titre qui sera un grand succès.
En 1941, il est correspondant de guerre. Il prépare le film documentaire La Bataille pour notre Ukraine soviétique qu'il tourne en 1943. Mais le film déplaît à Staline, et il est convoqué à une réunion du Politburo, le 31 janvier 1944, où il se voit sévèrement reprocher le contenu révisionniste de son œuvre. À partir de cette date, il est en partie en disgrâce.
Les dernières années, il enseigne à l'Institut national de la cinématographie.
Le cinéaste décède d'une crise cardiaque à sa datcha de Peredelkino, la veille du début de tournage du film Le Poème de la mer, l'histoire de la construction de la centrale hydroélectrique de Kakhovka. Il est inhumé au cimetière de Novodevitchi. Le Poème de la mer sera réalisé par son épouse Ioulia Solntseva en 1959.

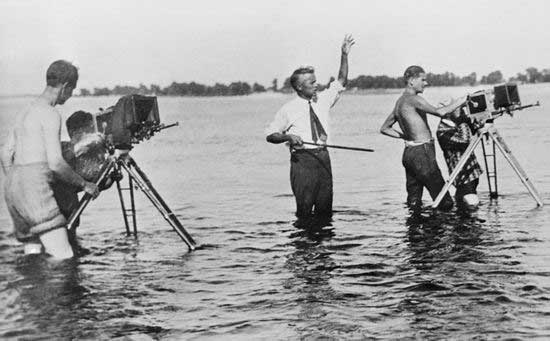
Alexandre Dovjenko en train de filmer, 1932.

## Filmographie

### Comme réalisateur
- 1926 : Le Petit Fruit de l'amour (Ягідка кохання, Yahidka kokhannia (ukr.), Ягодка любви, Yagodka lioubvi) (court métrage)
- 1926 : Vassia, le réformateur (Vasia-reformator)
- 1927 : La Valise du courrier diplomatique
- 1928 : Zvenigora
- 1928 : Arsenal
- 1930 : La Terre (Zemlia)
- 1932 : Ivan
- 1935 : Aerograd
- 1939 : Bucovine, une terre ukrainienne (Boukovina, zemlia oukraïnskaïa (Буковина, земля українська) (court métrage)
- 1939 : Chtchors, coréalisé avec Ioulia Solntseva[8]
- 1940 : Libération (Vyzvolennia, Osvobojdenié , coréalisé avec Ioulia Solntseva
- 1943 : La Bataille pour notre Ukraine soviétique (Bitva za nachou Sovetskouïou Oukraïnou) (documentaire)[9]
- 1945 : Pays natal (Strana rodnaïa) (documentaire)[10]
- 1945 : La Victoire en Ukraine ( Pobeda na pravoberezhnoy Ukrayne) (documentaire)[9]
- 1948 : Mitchourine
- 1949 : Adieu, Amérique ( Proshchay Amerika!)[11]

### Comme scénariste
- 1959 : Le Poème de la mer (Poema o More), réalisé par Ioulia Solntseva
- 1964 : La Desna enchantée (Зачарована Десна), réalisé par Ioulia Solntseva

## Écrits
- Ma Desna enchantée édité par Dnipro à Kiev en 1972 et traduit en français par Geneviève Koffman

## Hommages
- Le Studio Dovjenko fondé en 1927 à Kiev porte le nom de l'artiste.
- Une plaque commémorative est opposée sur la façade de l'immeuble 69-Bismarckstraße à Berlin et au numéro 25 rue Lénine à Nova Kakhovka où il habitait.
- Le 10 septembre 1994, le président d'Ukraine Leonid Koutchma avec l'ukase no  511/94, institue le prix Alexandre-Dovjenko, en tant que distinction nationale récompensant une contribution exceptionnelle dans le domaine cinématographique[12].